# Kohei Miyazaki
Kohei Miyazaki (宮崎 光平 Miyazaki Kohei?), född 6 februari 1981 i Kumamoto prefektur, är en japansk fotbollsspelare.
Miyazaki började sin karriär 1999 i Sanfrecce Hiroshima. Han gick tillbaka till Avispa Fukuoka 2002. Han spelade 177 ligamatcher för klubben. Efter Avispa Fukuoka spelade han för Montedio Yamagata och Tokushima Vortis. Han avslutade karriären 2014.